# 聖弗朗西斯科的安帕魯
10°08′02″S 36°55′48″W / 10.13389°S 36.93000°W
聖弗朗西斯科的安帕魯（葡萄牙語：Amparo de São Francisco），是巴西的城鎮，位於該國東北部，由塞爾希培州負責管轄，始建於1955年11月25日，面積40平方公里，海拔高度51米，2013年人口2,358，人口密度每平方公里54.8人。